# Prodecatoma juliae
Prodecatoma juliae is een vliesvleugelig insect uit de familie Eurytomidae. De wetenschappelijke naam is voor het eerst geldig gepubliceerd in 2009 door Perioto & Lara.